# Термолюминесцентное датирование
Тѐрмолюминесце́нтное датирование — физический метод датирования объектов минерального происхождения путём измерения энергии, накопленной за время существования образца в его кристаллах под воздействием естественного радиационного фона, которая излучается в виде света при нагреве образца (термолюминесценция).

## Общее описание метода
Термолюминесцентный метод датирования (ТМД) основан на способности некоторых материалов (стекло, глина, керамика, полевой шпат, алмазы, кальциты и др.) с течением времени накапливать энергию ионизирующего излучения, а затем, при нагреве, отдавать её в виде светового излучения (вспышек света). Чем старше образец, тем больше вспышек будет зафиксировано. Если образец в какой-то момент подвергался сильному нагреву или длительному солнечному облучению (отбеливанию), первоначальный накопленный сигнал стирается, и отсчёт времени следует вести именно с этого эпизода.
Для калибровки метода оценивается радиационный фон в данной местности и локальная интенсивность космических лучей.
В идеальных условиях метод позволяет датировать образцы возрастом от нескольких сотен до примерно 1 млн лет с погрешностью около 10 %, которая в некоторых случаях может быть значительно уменьшена.

## Физика
Под воздействием внешнего радиационного фона (в том числе образующегося в ходе распада радиоактивных элементов горных пород, космического излучения) происходит образование свободных электронов и дырок и захват электронов на электронных ловушках. Наличие электронных ловушек связано с дефектами кристаллической решетки, всегда имеющимися в реальных кристаллах; чем больше дефектов в кристалле, тем больше электронов может быть захвачено на ловушках. При нагревании до температуры около 500 °C захваченные электроны высвобождаются из ловушек, и происходит рекомбинация электронов и дырок в центре высвечивания с испусканием фотонов видимого излучения. Это явление и называют термолюминесценцией.

## История
Впервые явление термолюминесценции наблюдал Роберт Бойль в 1664 году, то есть ещё в XVII веке.
В современной науке первое упоминание о его использовании для датировки встречается в обзоре Фаррингтона Даниэльса и др., опубликованном в 1953 году.
Первые практические применения датированы 1960-ми годами. В последующие годы публикации по данной теме встречаются довольно часто.

## Применение
С точки зрения применения метод термолюминесцентного датирования является более простым, чем, например, радиоуглеродный метод, а следовательно, и более дешёвым. Его применяют в геологии — в частности, для определения возраста известняков, вулканических пород, импактитов, фульгуритов, лёсса, дюнного и акватического песка, алевритов. В археологии применяется для датировки античной керамики и других изделий из обожжённой глины, таких как терракоты, обжиговые печи, кирпич, а также обожжённых кремнёвых орудий и камней очагов, искусственного стекла и шлаков.
Свойства кристаллов накапливать ионизирующее излучение также используются в термолюминесцентных дозиметрах для регистрации ионизирующих излучений.

## Ограничения
С точки зрения физического обоснования сам метод считается достаточно точным и надёжным. Однако необходимо принимать во внимание следующие факторы:
1. На количество накопленной световой энергии минерала влияет количество дефектов в кристаллической решётке и, соответственно, количество электронных ловушек. У разных веществ их число разное. Поэтому образцы, изготовленные в одно время и найденные в одном месте, из-за разного числа электронных ловушек могут дать разный уровень излучательной способности, вследствие чего результаты датировки могут варьироваться.
2. Поскольку метод предполагает обязательную калибровку, в основе которой заложен принцип неизменности радиационного фона, на точность датирования влияет уровень радиации той местности, в которой проводятся исследования. Если исследуемый объект перемещался на значительные расстояния (то есть менялся уровень радиационного фона окружающей его местности) или контактировал с другими объектами с повышенным уровнем радиации (например, с грунтовыми водами), или сама местность подвергалась воздействию радиации (например, из-за аварии на АЭС), всё это снижает достоверность полученных результатов.
3. Метод термолюминесцентного датирования на самом деле определяет не дату изготовления образца, а дату его последнего нагрева до высокой температуры. А это могли быть как обжиг, так и пожар, или просто долгое нахождение образца на открытом солнцу месте.
4. Во время анализа из-за воздействия высокой температуры исследуемый образец минерала разрушается (в отличие от, например, оптико-люминесцентного анализа, в котором измеряют уровень излучательной способности после резкого освещения вещества).